# Olinda Nova do Maranhão
Olinda Nova do Maranhão är en kommun i Brasilien.   Den ligger i delstaten Maranhão, i den nordöstra delen av landet, 1 500 km norr om huvudstaden Brasília. Antalet invånare är 13 122.
Omgivningarna runt Olinda Nova do Maranhão är huvudsakligen savann. Runt Olinda Nova do Maranhão är det ganska tätbefolkat, med 52 invånare per kvadratkilometer.